# 蒂貝斯朱瓦克湖
蒂貝斯朱瓦克湖是加拿大的湖泊，位於該國北部，由努納武特負責管轄，距離阿伯丁湖60公里，面積501平方公里，島嶼面積74平方公里，海拔高度146米。